# Case obus

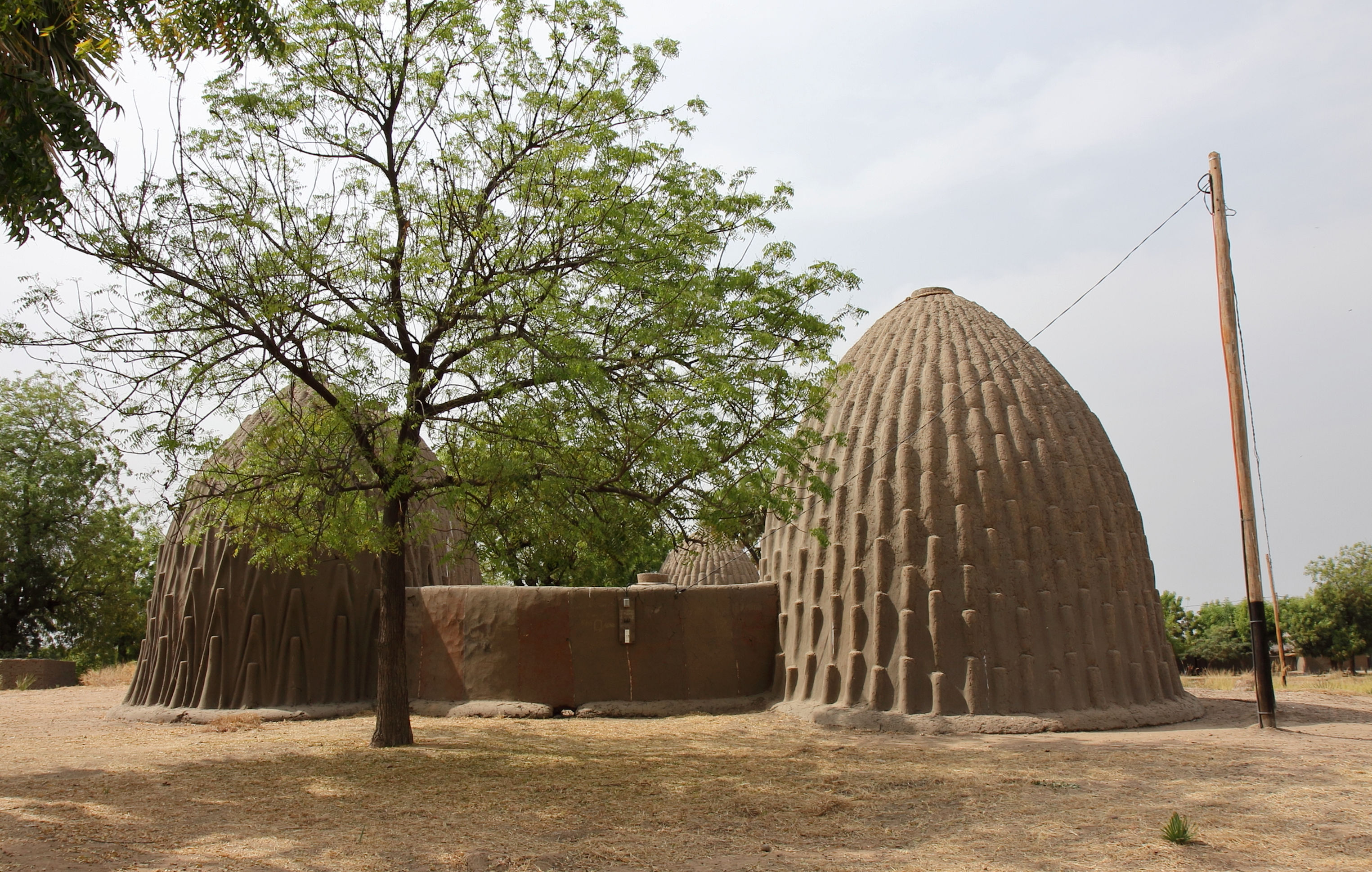
Case Obus des Mousgoum à Pouss, construite dans un mélange de terre et d’herbe.

Le case obus (tòlék) est un art architectural typique du peuple Mousgoum. Elle est présente dans les localités de l'Extrême Nord Cameroun et du Tchad où vivent les Mousgoum.

## Histoire
Curiosité artistique, ces cases ont été diversement décrites comme étant des « poteries cuites par le soleil ardent », des « pains de sucre » ou des « coquilles d'œufs ».  La métaphore militaire de « case obus » a été retenue. Lors de son voyage en Afrique, André Gide avait été marqué par ces cases.

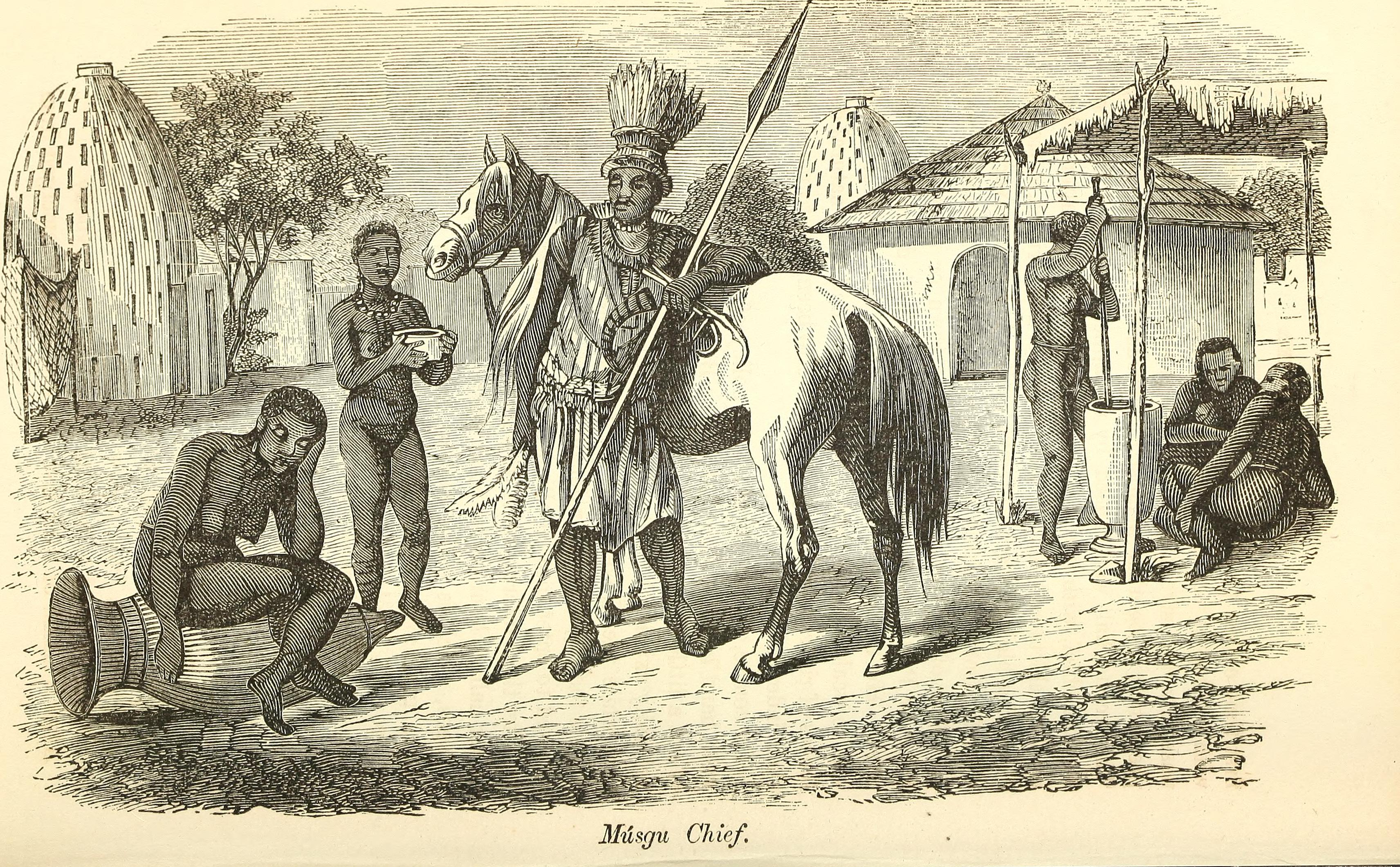
Chef mousgoum (ill. du récit de voyage de Heinrich Barth, 1857[3])
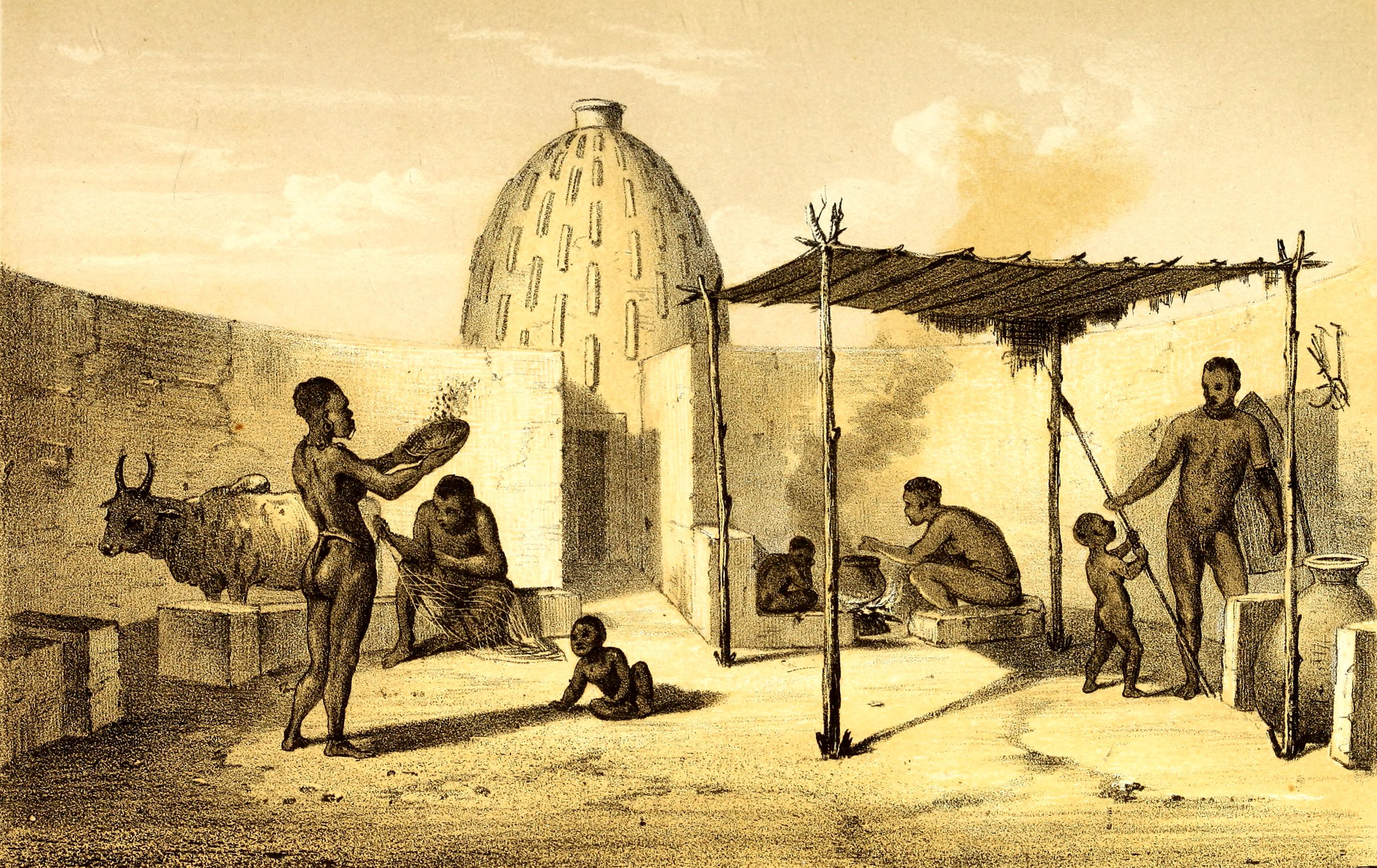
Intérieur d'une habitation mousgoum (d'après H. Barth)
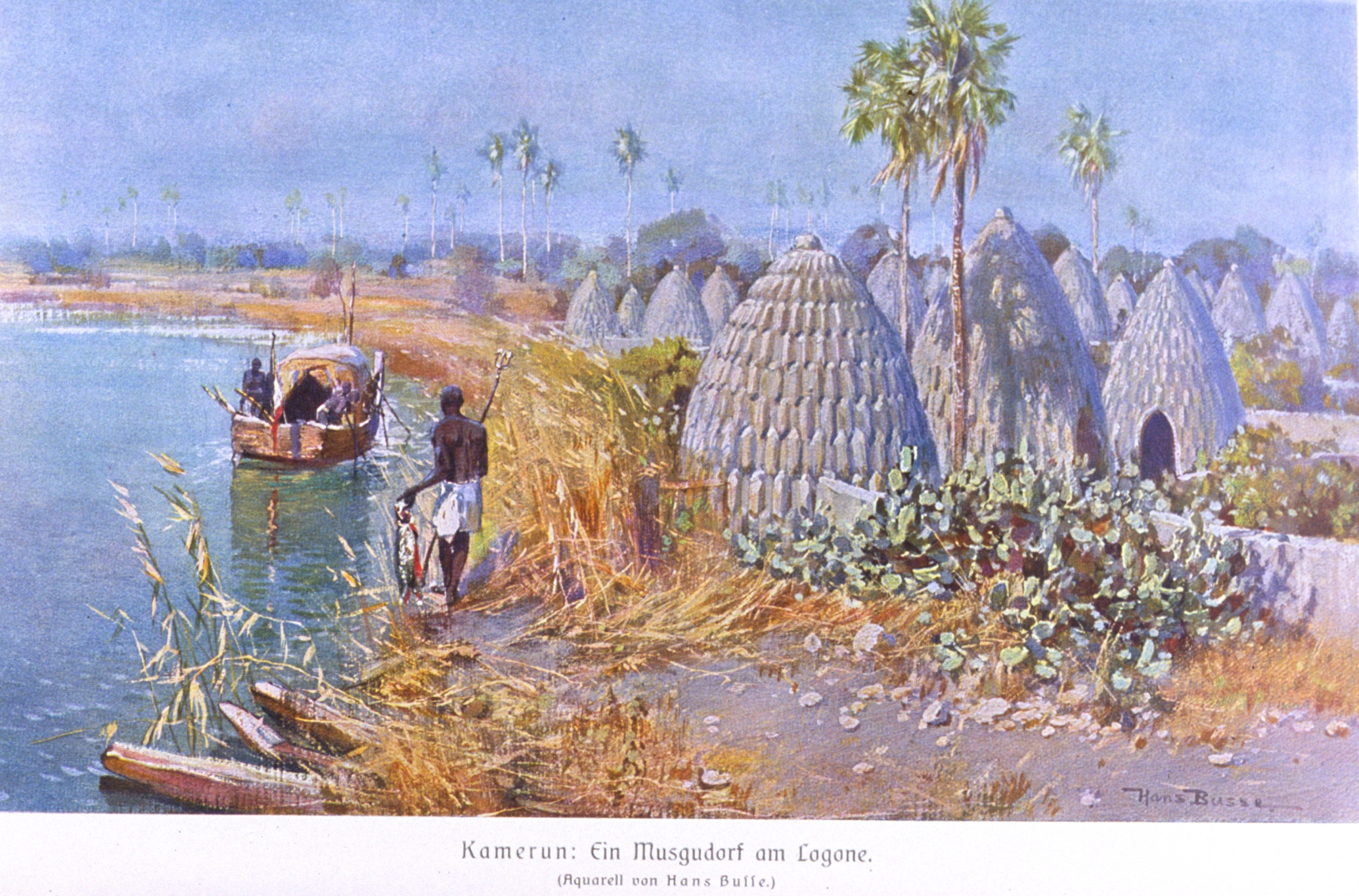
Village mousgoum au bord du Logone (aquarelle de Hans Busse[4])
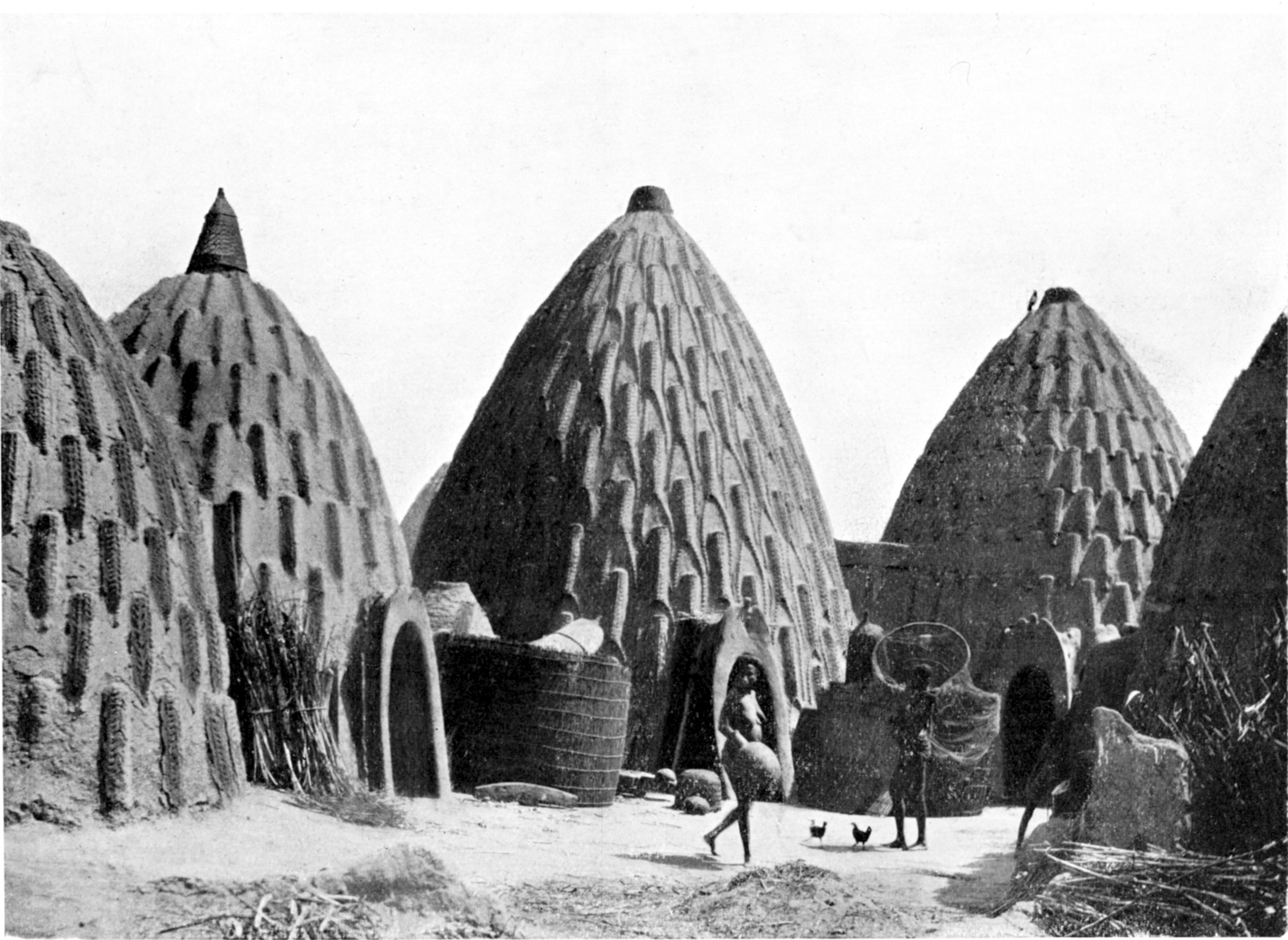
Maisons « banana »[5] (1912)
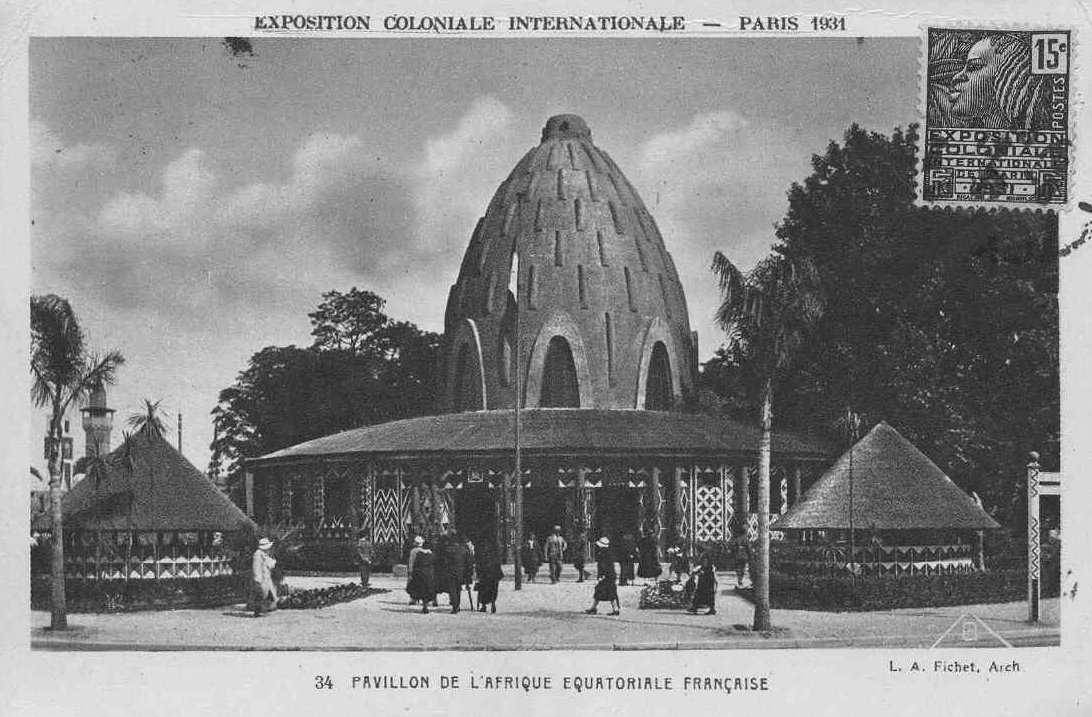
Reconstitution à l'Exposition coloniale internationale de Paris (1931)

## Description
D'une hauteur pouvant atteindre vingt mètres, les cases obus épousent un plan circulaire en superposant des assises successives d’un mélange de terre et d'herbe. Les stries aux formes diverses qui les ornent servent à la fois de renforts de la structure et d'échafaudage pendant le temps de la construction. Une habitation traditionnelle comporte 5 de ces cases, reliées entre elles par des murs, et disposant au centre du cercle ainsi formé d'une réserve pour les récoltes de millet. 

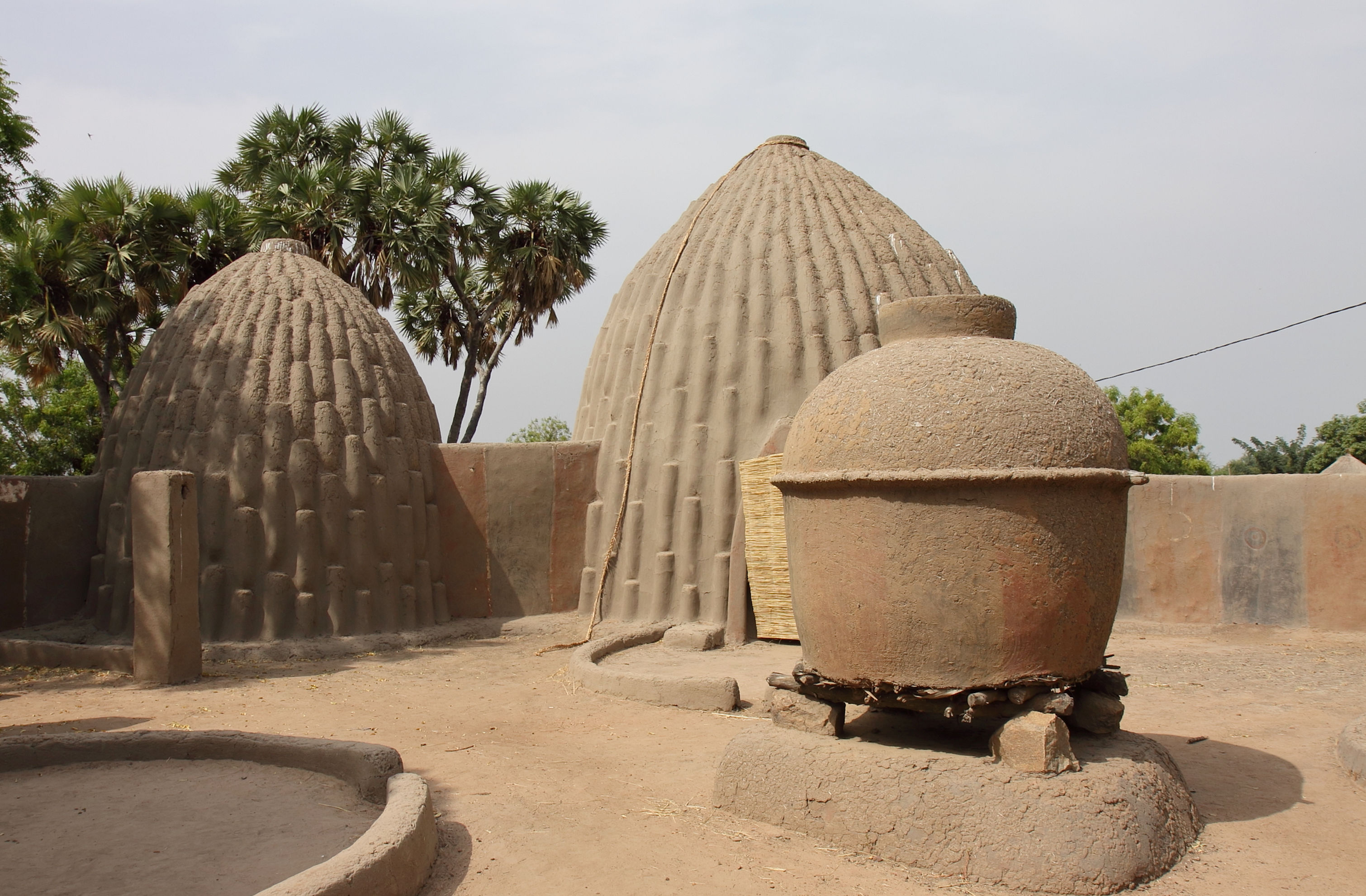
Habitation de Pouss

## Transmission du savoir-faire
La réappropriation et la transmission de ces savoirs traditionnels sont au cœur de la réflexion sur la mémoire collective du peuple mousgoum. Dans cette dynamique, un chantier-école organisé par Patrimoine sans frontières a permis de construire cinq cases obus à Mourla tandis qu'USAID  en reconstruisait à Pouss, où elles avaient disparu dans les années 1970 en raison du coût élevé de leur construction. 

## Philatélie
En 1965, la République fédérale du Cameroun émet un timbre intitulé « Cases mousgoum de Pouss », dans la série « Folklore et tourisme ».